# 费德里科·罗曼将军县
費德里科·羅曼将军县（西班牙語：Provincia del General Federico Román），是玻利維亞的县份，位於該國北部，屬於潘多省的一部分，县府設於新埃斯佩蘭薩，面積13,200平方公里，2001年人口2,242，人口密度每平方公里0.2人。